# 凯本镇
凯本镇，是中华人民共和国贵州省黔东南苗族侗族自治州岑巩县下辖的一个乡镇级行政单位。
2013年4月25日，贵州省人民政府批复同意撤销凯本乡，设置凯本镇，镇人民政府驻大寨村。

## 行政区划
凯本镇下辖以下地区：
大寨村、大坪村、茅口村、四季村、凯阳村、凯府村、平牙村、小寨村、芭焦冲村、小田坝村和沈家湾村。